# Het Arsenaal (Vlissingen)

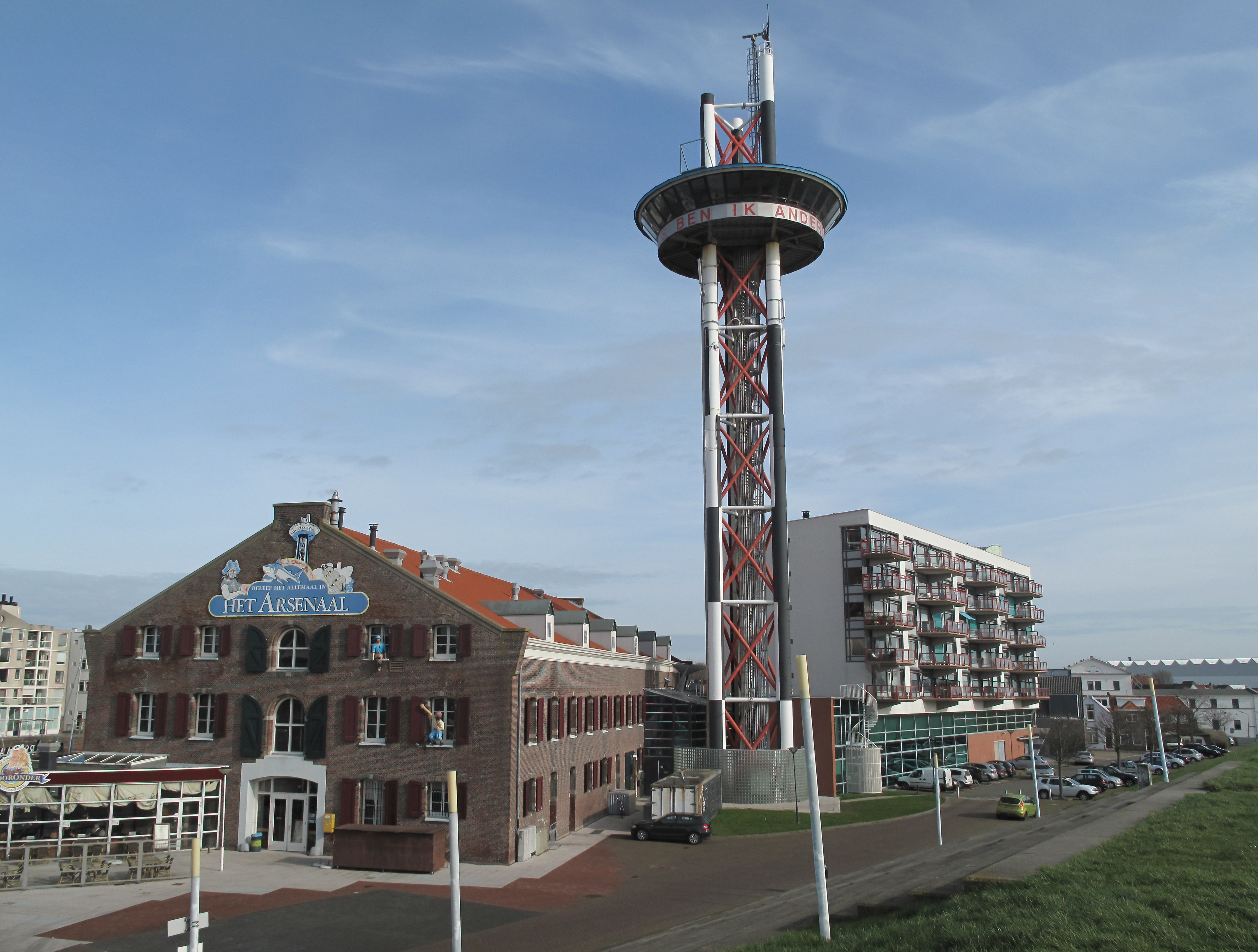
Vlissingen, het Arsenaal

Het Arsenaal was een museum en maritieme attractie in Vlissingen. In dit museum stond het thema piraten centraal.
In het Arsenaal was onder andere een Piratenpark en een zeeaquarium met haaien en roggen ingericht. Vanuit de 65 meter hoge uitkijktoren was er een uitzicht over Vlissingen en de Westerschelde. Het Arsenaal was onderdeel van het Arsenaalcomplex, dat naast de attractie bestaat uit een theater, twee restaurants, een snooker- en een speelautomatenhal.

## Geschiedenis

### Bouw
Het gebouw is in 1823 opgetrokken op de fundamenten die de Franse bezetters hadden achtergelaten. Op initiatief van Napoleon Bonaparte, die in 1811 Vlissingen bezocht na het bombardement in 1809 werd het plan opgevat om naast de versterkingen een militair hospitaal in Vlissingen te laten bouwen. Ten zuiden van de Engelse Haven werd daarvoor de hele wijk 'Oude Timmerwerf' gesloopt. De Fransen werden echter al verslagen voordat het gebouw werkelijk werd opgetrokken. De Nederlandse krijgsmacht besloot op de fundamenten een magazijn voor de artillerie te bouwen.

### Hergebruik
In 1980 besloot het Ministerie van Defensie het magazijn en de terreinen af te stoten en aan Vlissingen ter beschikking te stellen in ruil voor de vestiging van de marinekazerne aan de Buitenhaven. Door de gemeente worden diverse bestemmingen bedacht, onder andere de vestiging van het Lips Autotron en een theater.
In 1985 ontstond het plan om er een permanente maritieme expositie te vestigen. In 1988 en 1989 werd in en om het gebouw het jaarlijkse Straatfestival gehouden. In 1989 werd in het gebouw een deel van de tweejaarlijkse Maritieme Expo gehouden. De Koninklijke Schelde Groep vulde het gebouw met voorwerpen uit de Oudheidskamer KMS, waarbij deze collectie voor het eerst publiekelijk werd getoond.

### Nieuw gebruik
In 1990 verkocht de gemeente de grond en het gebouw aan Ufkens Bouwmaatschappij om het gebied te ontwikkelen als (maritiem) informatiecentrum met theater. Op zoek naar een permanente nieuwe gebruiker voor het pand zelf is door Reptielenzoo Iguana onderzocht of het daarnaartoe kon verhuizen, maar Iguana kon uiteindelijk de inrichting niet financieren. In datzelfde jaar vierde de Koninklijke Harmonie Ons Genoegen op het terrein met een megaconcert onder leiding van Jaap Koops haar 100-jarige bestaan en als laatste evenement werd er het derde Sixties-festival beleefd.

## Maritiem Attractiecentrum

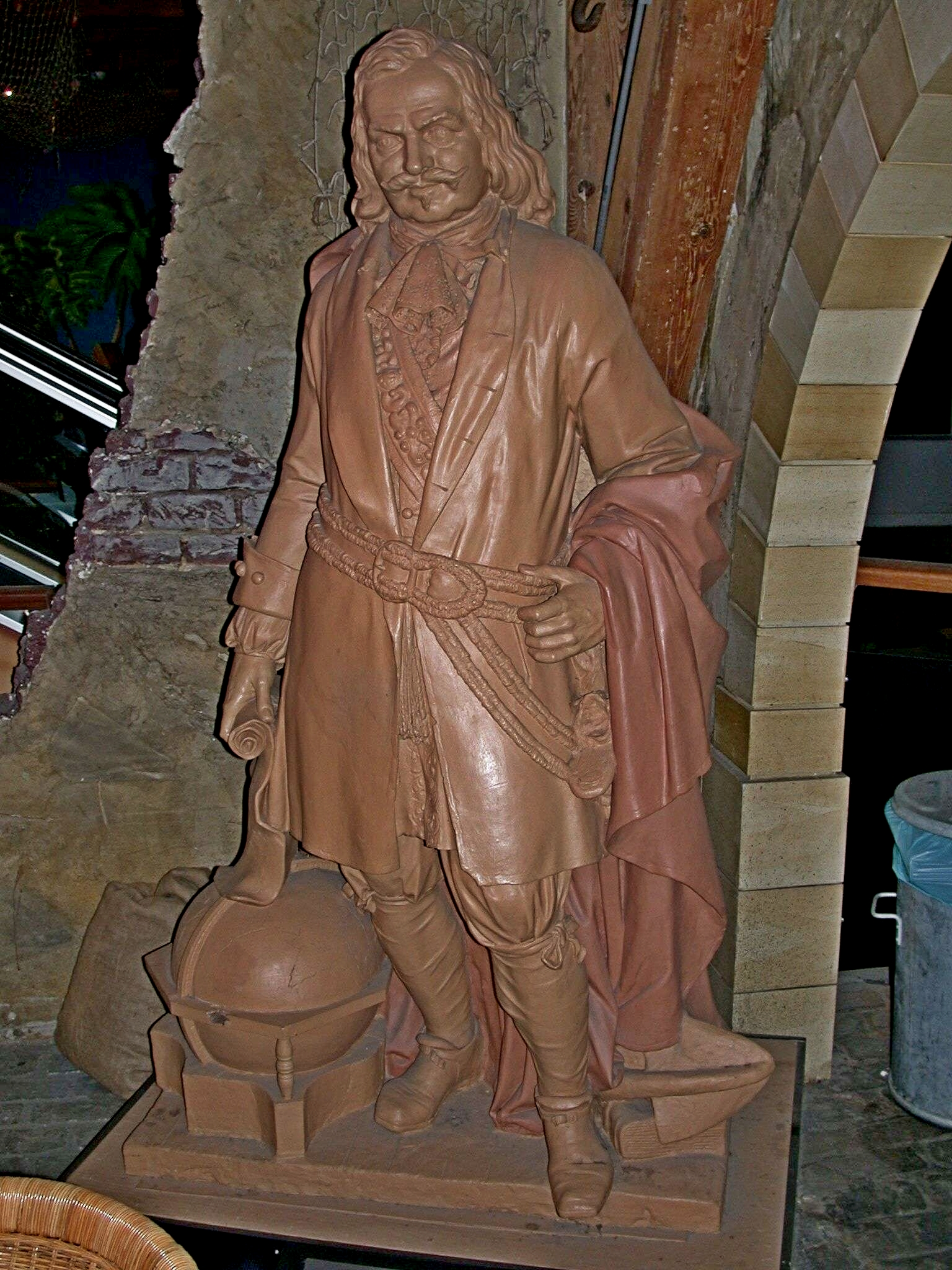
Michiel de Ruyter door J. Verdonck uit 1858. Afbeelding & collectie: Zeeuws maritiem muZEEum.

### Reggeborg Beheer
Toen Iguana als gebruiker afhaakte, werd door Ufkens de exploitatiemaatschappij Reggeborgh Beheer bereid gevonden de inrichting en exploitatie van het Arsenaal voor haar rekening te nemen. In eerste instantie werd voor de inrichting samenwerking gezocht met de lokale Stichting Maritieme Expositie, die eerder met groot succes het gebouw inrichtte. In 1992 werd de samenwerking echter opgezegd omdat de ideeën tussen de stichting en de directeur van het Arsenaal, B. van der Weide, sterk uiteenliepen. Met behulp van de collectie van het Stedelijk Museum Vlissingen, dat pal aan de overkant van de haven bezig was met de bouw en inrichting van het Zeeuws maritiem muZEEum, werd de bovenverdieping ingericht. Het muZEEum beheert inmiddels de gereedschappen en scheepsmodellen afkomstig van Oudheidskamer KMS, waarvan een deel in bruikleen wordt gegeven. Tussen het oorspronkelijke magazijn en het voormalige Concertgebouw (dat is verbouwd tot theater) is een speel- en snookerhal gebouwd. Hoewel de ernaast gelegen Zeehondenwerf in het plan is opgenomen en gerestaureerd, is het plan om de werf daadwerkelijk te gebruiken niet meer uitgevoerd. In de haven is een jachthaven gevestigd.
In 1993 werd het Arsenaal geopend voor publiek.

### Zeeland Attracties
In 2002 verkocht Reggeborgh Beheer de grond aan A. van Velzen uit Middelburg. De exploitatie van het Maritieme Attractiecentrum werd overgenomen door Sven van Rijswijk en Edgard Angelini, die eerder al in Middelburg Miniatuur Walcheren van Reggeborgh overnamen. De inrichting werd spectaculair aangepakt, waaronder een piratenshow waarin Bennie Jolink een hoofdrol speelt als Kapitein Zwartbaard. Naast de collectie van het muZEEum (gereedschappen met betrekking tot scheepsbouw) en een terracotta beeld van Michiel de Ruyter (afkomstig van het voormalige Zeemanshuis in Amsterdam) wordt sinds 2012 een inheemse schelpencollectie getoond.

## Sluiting
Op 3 augustus 2021 werd bekendgemaakt dat de attractie per 1 oktober 2021 zou gaan sluiten. Het gebouw zal worden omgetoverd in een hotel met 50 kamers.
Enkele attracties, zoals de Zuipschuiten en de Dansende kannibalen, werden in 2023 overgenomen door Duinen Zathe in Appelscha.

## Trivia
- Op de site van Het Arsenaal[15] wordt gemeld dat in de wijk Oude Timmerwerf het geboortehuis van Michiel de Ruyter zou hebben gestaan. Onderzoek door gemeentearchivaris Ad Tramper van het Gemeentearchief Vlissingen leert dat na de dood van De Ruyter diverse bronnen maar liefst zeven locaties in Vlissingen aanmerken als diens geboortehuis.[16] Van geen is ooit bewijs gevonden.
- Burgemeester van Doorn sleepte in de onderhandelingen van rondom de sloop van de woningen van de Oude Timmerwijk (de enige wijk die tijdens het bombardement in 1809 vrijwel ongeschonden bleef) voor de bouw van het Militair Hospitaal er de bouw van een theater uit, dat later werd omgedoopt in Het Concertgebouw.[17]
- De Vlissingse architect J.R. Slemmer die de restauratie van het pand onder zijn hoede nam, maakte een historische fout door het dak te bedekken met moderne rode dakpannen in plaats van oorspronkelijke grijze leisteen. Slemmer koos voor dakpannen omdat leien te duur zouden zijn en een te grijze uitstraling zouden hebben.[18]
- Het ronde tussengebouw was oorspronkelijk bedoeld voor de vestiging van een theater. Onenigheid over het aantal stoelen tussen gemeente en exploitant zorgde bijna voor een debacle. Een ruil met de exploitant van de snooker- en speelautomatenhal, die in het voormalige Concertgebouw zou worden gevestigd, trok het plan los.[19]
- Omdat het voormalige Concertgebouw, dat in 1980 al eens door brand werd verwoest, maar herbouwd als kerk, werd getransformeerd tot theater, ontstond het idee om het te vernoemen naar de in Vlissingen geboren kleinkunstenaar Jean-Louis Pisuisse. Maar omdat het hele complex onder één naam zou gaan opereren, werd dat plan omgezet in het plaatsen van een beeld voor het theater.[20] Het is echter nooit meer uitgevoerd. Wel is een beeld van de fictieve scheepsjongen van Michiel de Ruyter, Paddeltje, op het plein geplaatst.
- Van de jaren 60 van de 20e eeuw tot de inrichting van het Arsenaalcomplex in de jaren 80, was het voormalige Concertgebouw in gebruik als kerk van de Pinkstergemeente. Met de vestiging van het theater in Het voormalige Concertgebouw, kreeg het weer een beetje van de oudere allure.[21]